# Caladenia variegata
Caladenia variegata là một loài thực vật có hoa trong họ Lan. Loài này được Colenso mô tả khoa học đầu tiên năm 1885.